# Kościół w Polsce. Dzieje i Kultura
Kościół w Polsce. Dzieje i Kultura – czasopismo naukowe będące rocznikiem powstającym w Instytucie Historii Kościoła Katolickiego Uniwersytetu Lubelskiego. Pierwszy numer czasopisma opublikowano w 2002 r. Redaktorem naczelnym rocznika jest ks. prof. dr hab. Jan Walkusz. Czasopismo porusza zagadnienia przede wszystkim dotyczące historii Kościoła.   